# Тураевка (Пермский край)
Тураевка — упразднённый посёлок в Октябрьском районе Пермской области России (ныне территория Октябрьского городского округа в Пермском крае).

## География
Урочище расположено в южной части округа, возле границы с Аскинским районом Республики Башкортостан.

### Географическое положение
Ближайшие населённые пункты: Баймурзина — 5 км (Октябрьский район), Тюйное Озеро — 6 км, Азимовка — 7 км, Тюйск (Аскинский район Башкортостана) — 8 км, Тюинск — 8 км,
Талог и Верхненикольское(Аскинский район) — 8 км, Варяж и Нижний Тесяк — 9 км.

## Климат
Климат характеризуется как умеренно континентальный, с холодной продолжительной снежной зимой и коротким тёплым летом. Среднегодовая температура воздуха — +0,3 °C. Средняя температура воздуха самого холодного месяца (января) — −16,3 °C (абсолютный минимум — −49 °C); самого тёплого месяца (июля) — +16,5 °C (абсолютный максимум — +37 °C). Среднегодовое количество осадков составляет около 600 миллиметров, из которых большая часть выпадает в тёплый период. Снежный покров держится в течение 160—170 дней.

## История
До 1930-х входила в состав Аскинской волости в Бирском уезде Уфимской губернии.
После 1930 — спецпосёлок в системе ГУЛАГа

## Инфраструктура
На 01.01.1951 — спецкомендатура № 91 ст. Чад Щучье-Озерского района Молотовской области